# MBC阿久根中継局

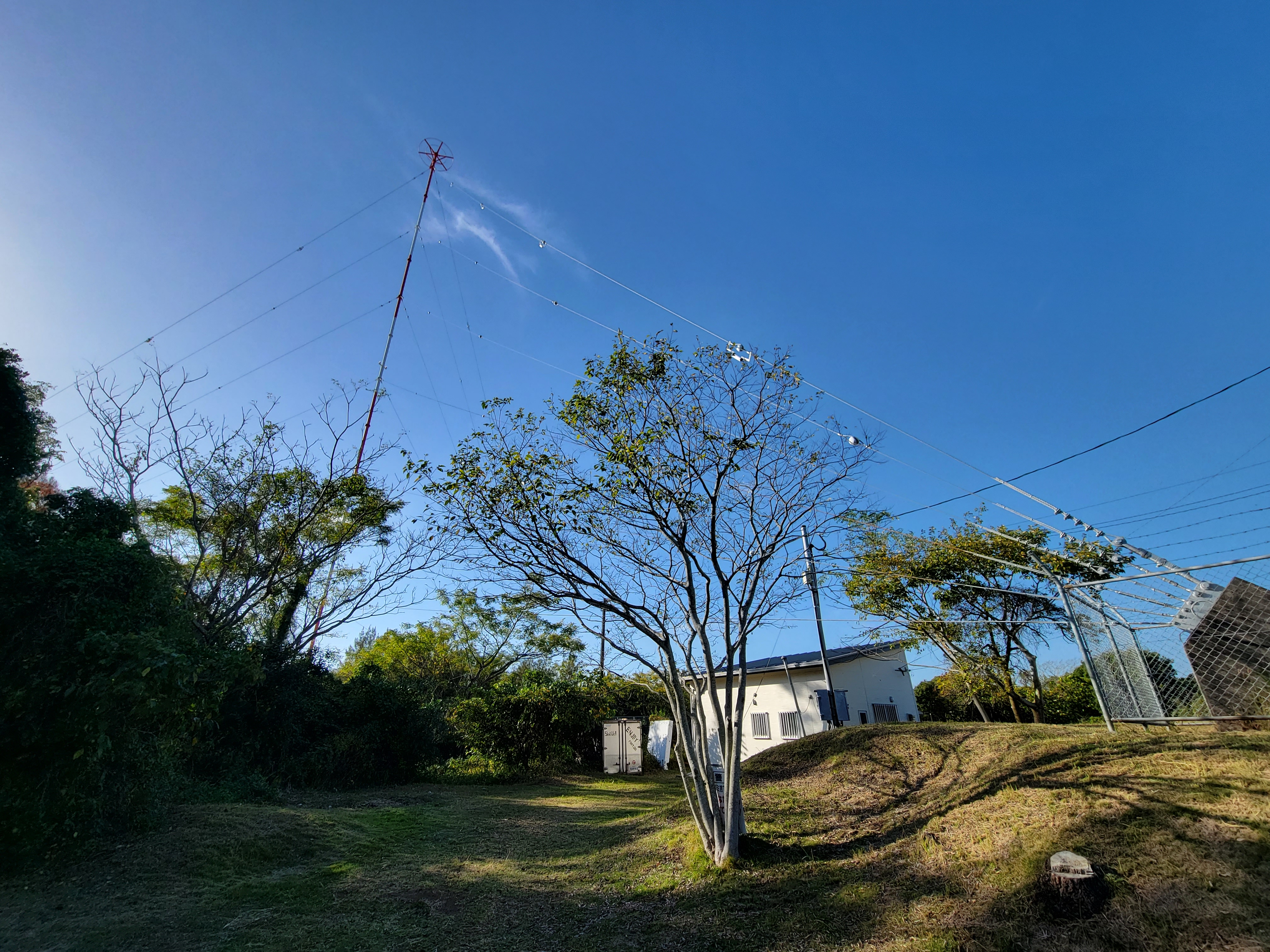
阿久根AMラジオ中継局（2023年11月）

MBC阿久根中継局（エムビーシーあくねちゅうけいきょく）は、鹿児島県阿久根市折口にある、AM（中波）ラジオ放送の中継局である。この中継局は外国からの電波の混信や災害対策のため、現在運用休止中である。

## 概要
| 周波数 （kHz） | 放送局名       | 空中線 電力 | 放送対象地域 | 放送区域 内世帯数 |
| -------------- | -------------- | ----------- | ------------ | ----------------- |
| 1107           | MBC 南日本放送 | 1kW         | 鹿児島県     | 不明              |

- 所在地：鹿児島県阿久根市折口字永田（岩船神社西の海岸）
- 主な受信地域：鹿児島県 阿久根市・出水市・出水郡長島町　 熊本県・福岡県・長崎県の各一部

## 沿革
- 1958年（昭和33年）4月10日　MBC阿久根中継局が鹿児島県阿久根市赤瀬川に開局。当時のコールサイン・周波数・出力：JOCL・1557kHz・100W
- 1989年（平成元年）3月4日　MBC阿久根中継局の周波数を1557kHzから1107kHzに変更、出力は100Wから1kWに増力された。同時にコールサインJOCLを廃止。
- 日時不明 [いつ?] MBC阿久根中継局は鹿児島県阿久根市赤瀬川から現在の鹿児島県阿久根市折口に移転した。
  - 2024年（令和6年）2月1日　外国からの電波の混信や災害対策のため、阿久根中継局のAMラジオ放送の運用を休止した。2025年には必要な手続きを経て、AMラジオの阿久根中継局は正式に廃止される予定。なお、代替の聴取方法としてはFMの93.7MHz（紫尾山）とradikoでMBCラジオを聴くことができる。MBCラジオをFMで聴くには、周波数が90MHz以上に対応したラジオ受信機が必要となる。

## その他
- 当中継局には、前述の通りかつて｢JOCL｣のコールサインが付与されていたが、廃止された。尚、このコールサイン｢JOCL｣は、現在千葉テレビ放送に付与されている。
- 近くに脇本海水浴場がある。
- 運用を休止しているAMラジオ放送に代わる聴取方法として、FMの93.7MHz（紫尾山）やradikoでMBCラジオが聴ける。FMでMBCラジオを聴くには、周波数が90MHz以上に対応したラジオ受信機が必要。